# Convenție matrimonială (România)

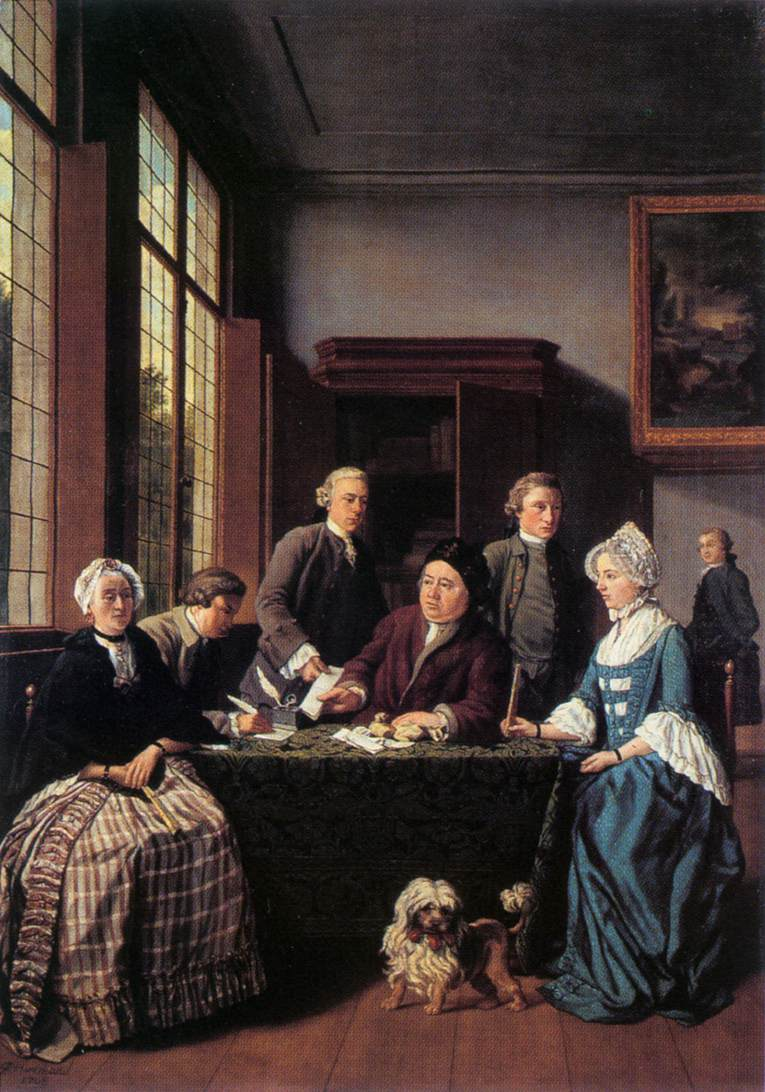
Contractul de căsătorie de artistul flamand Jan Josef Horemans cel Tânăr, cca. 1768

Un contract prenupțial (numit și acord prenupțial, contract antenupțial, acord premarital, convenție matrimonială) este un contract scris încheiat între doi parteneri înainte de căsătorie sau de încheierea unei uniuni civile, prin care aceștia își stabilesc de comun acord drepturile legale dobândite prin căsătorie, precum și modul de reglementare a acestora în cazul încetării mariajului prin divorț sau deces.
Astfel de contracte sunt utilizate pentru a înlocui dispozițiile legale implicite aplicabile în absența unui acord (de exemplu, normele privind împărțirea bunurilor, beneficiile de pensie, economiile comune sau dreptul la pensie alimentară) cu clauze clare și personalizate, care oferă predictibilitate și transparență asupra raporturilor patrimoniale dintre soți. Un contract premarital poate conține și renunțarea unuia dintre soți la partea legală din moștenirea celuilalt, în cazul decesului.
În unele țări, precum Statele Unite, Belgia și Țările de Jos, contractele prenupțiale nu reglementează doar situația unui eventual divorț, ci pot proteja și anumite bunuri în timpul căsătoriei, de exemplu în caz de faliment. Alte țări, cum sunt Canada, Franța, Italia sau Germania, utilizează regimuri matrimoniale prestabilite, care pot completa sau înlocui funcția contractului prenupțial.
Contractele postnuptiale sunt similare celor prenupțiale, dar sunt încheiate după oficierea căsătoriei. Când divorțul este iminent, aceste contracte sunt denumite acorduri de separare.

## În religie

### Creștinism
În catolicism, contractele prenuptiale țin de dreptul civil și nu sunt interzise de dreptul canonic, atâta timp cât nu condiționează validitatea căsătoriei de evenimente viitoare. Codul de Drept Canonic prevede că o căsătorie condiționată de un eveniment viitor nu este validă.
În luteranism, se recomandă contractul prenuptial ca mijloc de protecție patrimonială și pentru a asigura drepturile copiilor dintr-o căsătorie anterioară.
Unele confesiuni conservatoare, cum ar fi baptiștii fundamentaliști independenți, consideră că astfel de acorduri contravin ideii creștine de căsătorie ca legământ bazat pe încredere și unitate totală.

### Iudaism
În iudaism, ketuba este un contract prenuptial tradițional, parte integrantă a ceremoniei de căsătorie, care stabilește obligațiile financiare ale soțului față de soție, inclusiv în caz de divorț sau deces.
În unele medii ortodoxe moderne, a apărut o practică suplimentară: un acord prenuptial menit să prevină situațiile în care soțul refuză acordarea divorțului religios, ceea ce ar bloca femeia într-un mariaj din care nu poate ieși.

### Islamism
În dreptul islamic, căsătoria este un contract civil și religios, iar în cadrul acestuia pot fi incluse clauze negociate de ambele părți înainte de căsătorie. Aceste clauze pot proteja drepturile personale, economice sau religioase ale soților, în măsura în care nu contravin principiilor islamice. Printre clauze se pot număra:
- dreptul femeii la educație sau muncă,
- condiții privind domiciliul,
- interdicția ca bărbatul să ia o a doua soție,
- condiții financiare.

În unele jurisdicții, cum ar fi în Malaysia, sunt utilizate clauze de tip taqliq, care permit divorțul automat sau condiționat dacă anumite obligații ale soțului nu sunt respectate.

## Contractul prenupțial în România
Convenția matrimonială este o convenție încheiată între cei doi viitori soți, convenție care reglează situația patrimoniului celor doi soți. Convenția matrimonială are rolul de a dezambiguiza apartenenta unor bunuri dobândite în timpul mariajului în sensul de a clarifica care sunt bunuri comune și care sunt bunuri proprii a unuia sau altuia dintre parteneri. În limbajul obișnuit se folosește sintagma contract prenupțial (care, însă, nu se suprapune identic peste reglementarea convenției matrimoniale).

### Definiție
Noul cod civil românesc prevede trei tipuri de regimuri matrimoniale:
- Regimul comunității legale;
- Regimul separației de bunuri;
- Regimul comunității convenționale.

Alegerea unui alt regim juridic decât cel al comunității legale (care era singurul permis de lege până la intrarea în vigoarea a noului Cod civil), se face prin încheierea unei convenții matrimoniale: practic părțile trec de la regimul comunității legale la regimul comunității convenționale de bunuri sau stabilesc să aleagă regimul separației de bunuri; convenția matrimonială se încheie prin înscris autentificat de notarul public, cu consimțământul tuturor părților, exprimat personal sau prin mandatar cu procură autentică, specială și având conținut stabilit dinainte. Nerespectarea acestor dispoziții se sancționează cu nulitatea absolută a actului.
Convenția matrimonială se poate încheia fie înainte de căsătorie (și atunci va produce efecte numai de la data încheierii căsătoriei), fie în timpul căsătoriei (și atunci va produce efecte de la data prevăzută de părți sau, în lipsă, de la data încheierii ei);

### Istoric
Contractul prenupțial a fost preluat de la francezi, odată cu asimilarea Codului lui Napoleon (1807) și apoi s-a regăsit în Codul Calimach din 1817, respectiv Codul civil din 1864 și cel din 1924 până în 1954 când a fost abrogat prin intrarea în vigoare a Codului Familiei.

### Obiectul convenției matrimoniale
Obiectul convenției matrimoniale îl constituie regimul matrimonial pe care soții îl aleg ca alternativă la regimul matrimonial legal convenția matrimonială se supune dispozițiilor legale privind regimul matrimonial ales, cu excepția cazurilor speciale prevăzute de lege; în caz contrar, convenția devine nulă în mod absolut. Prin convenție matrimonială nu pot fi încălcate regulile imperative comune tuturor regimurilor matrimoniale nu poate aduce atingere egalității dintre soți, autorității părintești sau transmiterii moștenirii legale.

### Clauza de preciput
Clauza de preciput este dreptul de a lua unul sau mai multe bunuri comune înainte de partaj; prin convenție matrimonială se poate conveni ca soțul supraviețuitor să preia fără plată, înainte de partajul moștenirii, unul sau mai multe dintre bunurile comune, deținute în devălmășie (drept de proprietate asupra unui bun nedivizat în cotă parte) sau în coproprietate;
poate fi stipulată în beneficiul fiecăruia dintre soți sau numai în favoarea unuia dintre ei.
Aceasta nu este supusă raportului donațiilor (obligație pe care o au descendenții și soțul supraviețuitor de a aduce la masa succesorală bunurile primite ca donație de la defunct) ci numai reducțiunii liberalităților (restrângere prin hotărâre judecătorească a deciziei unei persoane decedate de a-și dona bunurile dacă prin aceasta s-a afectat rezerva succesorală a anumitor moștenitori).
Clauza de preciput nu aduce nicio atingere dreptului creditorilor comuni de a urmări, chiar înainte de încetarea convenției matrimoniale, bunurile ce fac obiectul clauzei;
devine inaplicabilă atunci când comunitatea încetează în timpul vieții soților, când soțul beneficiar a decedat înaintea soțului dispunător ori când aceștia au decedat în același timp sau când bunurile care au făcut obiectul ei au fost vândute la cererea creditorilor comuni
Executarea clauzei de preciput se face în natură sau, dacă acest lucru nu este posibil, prin echivalent.

### Publicitatea convenției matrimoniale
Pentru a fi opozabile terților, convențiile matrimoniale se înscriu în Registrul național notarial al regimurilor matrimoniale; după autentificarea convenției matrimoniale în timpul căsătoriei sau după primirea copiei de pe actul căsătoriei (de la ofițerul de stare civilă), notarul public expediază, din oficiu, un exemplar al convenției către: 
- serviciul de stare civilă unde a avut loc celebrarea căsătoriei, pentru a se face mențiune pe actul de căsătorie;
- Registrul național notarial al regimurilor matrimoniale;
- celelalte registre de publicitate - ținând seama de natura bunurilor, convențiile matrimoniale se vor nota în cartea funciară, se vor înscrie în registrul comerțului, precum și în alte registre de publicitate prevăzute de lege (în toate aceste cazuri, neîndeplinirea formalităților de publicitate speciale neputând fi acoperită prin înscrierea făcută în Registrul național notarial al regimurilor matrimoniale);

Orice persoană poate cerceta Registrul național notarial al regimurilor matrimoniale și poate solicita, în condițiile legii, eliberarea de extrase certificate, fără a fi obligată să justifice vreun interes; convenția matrimonială nu poate fi opusă terților cu privire la actele încheiate de aceștia cu unul dintre soți, decât dacă au fost îndeplinite formalitățile de publicitate menționate sau dacă terții au cunoscut-o pe altă cale. Aceasta înseamnă că,dacă există un act secret cu privire la regimul matrimonial, atunci el produce efecte numai între soți și nu poate fi opus terților decât dacă se face dovada că terțul a știut conținutul acestui act pentru care nu s-au îndeplinit formalitățile de publicitate. Convenția matrimonială nu poate fi opusă terților cu privire la actele încheiate de aceștia cu oricare dintre soți înainte de încheierea căsătoriei.

### Modificarea convenției matrimoniale
Convenția matrimonială poate fi modificată înainte de încheierea căsătoriei, în aceleași condiții cerute pentru încheierea ei; dispozițiile privind publicitatea și respectiv inopozabilitatea convenției matrimoniale sunt aplicabile.

### Nulitatea convenției matrimoniale
În cazul în care convenția matrimonială este nulă sau anulată, între soți se aplică regimul comunității legale, fără a fi afectate drepturile dobândite de terții de bună-credință.